# مارتینرودا
مارتینرودا (به آلمانی: Martinroda) یک منطقهٔ مسکونی در آلمان است که در فاشا، آلمان واقع شده‌است. مارتینرودا ۲۷۳ نفر جمعیت دارد.